# Афіни-Еллінікон (аеропорт)
Міжнародний аеропорт Еллінікон (грец. Διεθνής Αερολιμένας Ελληνικού)  (IATA: ATH, ICAO: LGAT) — був одним з головних аеропортів Греції і єдиним аеропортом Афін понад 60 років до появи у 2001 році Міжнародного аеропорту «Елефтеріос Венізелос», який побудований на заміну Еллінікону і спеціально під Олімпійські ігри.
Аеропорт отримав назву від муніципалітету Еллінікон (передмістя Афін). Був побудований у 1938 році.
Аеропорт мав два термінали: західний для Olympic Airways і східний — для інших авіакомпаній. До закриття аеропорт обслуговував приблизно 12 мільйонів пасажирів на рік. Останнім літаком, який злетів з аеропорту, був Boeing 737, що летів у Салоніки.
У 2016 році стало відомо, що грецька компанія Lamda Development (за фінансової підтримки КНР і ОАЕ) планує перебудову аеропорту у великий парк і порт для яхт, а на самій території планує побудувати два готелі, кілька музеїв, торговий центр і спортивні майданчики. Планується залучення коштів у сумі 7 млрд євро.

## Інциденти
- 26 грудня 1968: бойовики Народного фронту зі звільнення Палестини обстріляли літак авіакомпанії El Al. У результаті нападу 1 пасажир загинув, 1 член екіпажу важкопоранений.
- 8 грудня 1969: літак Douglas DC-6 врізався в гору. Усі 90 пасажирів, що були на борту літака, загинули.
- 21 жовтня 1972: NAMC YS-11 впав у море через погану видимість. З 57 осіб, що були на борту літака, 37 загинули.
- 23 січня 1973: Piaggio P.136 впав одразу після зльоту. Один пасажир загинув.
- 8 жовтня 1979: Douglas DC-8 вийшов зі злітно-посадкової смуги, внаслідок пожежи, яка виникла на борту літака, загинуло 14 пасажирів зі 154.
- 24 березня 1992: вантажний Boeing 707 урізався в гору. Загинуло 7 осіб.